# Genyorchis apetala
Genyorchis apetala là một loài thực vật có hoa trong họ Lan. Loài này được (Lindl.) Senghas mô tả khoa học đầu tiên năm 1989.